# Đường sắt đô thị Cần Thơ
Hệ thống đường sắt đô thị tại Cần Thơ là dự án đường sắt tại thành phố Cần Thơ nhằm giải quyết được vấn đề vận tải hành khách công cộng.
Theo Quyết định 3522/QĐ-UBND của UBND thành phố Cần Thơ về việc phê duyệt điều chỉnh Quy hoạch phát triển giao thông vận tải thành phố Cần Thơ đến năm 2030, thành phố Cần Thơ là đô thị trung tâm của vùng ĐBSCL vì vậy đường sắt đô thị được xác định là trục xương sống của giao thông công cộng. Hệ thống đường sắt đô thị tại Cần Thơ sẽ bao gồm 1 tuyến trên cao có lộ trình từ Bến xe Ô Môn, theo QL.91 đến khu công nghiệp Trà Nóc, qua Lê Hồng Phong, dọc theo Cách Mạng tháng Tám, qua bến xe Cần Thơ vào trung tâm Cần Thơ, theo Trần Hưng Đạo, Lý Tự Trọng, công viên Lưu Hữu Phước, sau đó rẽ hai nhánh sang cảng Cái Cui và nút giao QL.1 mới.

## Tổng quan quy hoạch
| Tuyến số | Đường đi                                                        | Chiều dài (km) | Đặc điểm | Hoàn thành |
| -------- | --------------------------------------------------------------- | -------------- | -------- | ---------- |
| Tuyến 1  | Bến xe Ô Môn ↔ Bến xe Cần Thơ ↔ Công viên Lưu Hữu Phước         | 22,2           | Trên cao | sau 2030   |
| Tuyến 1a | Công viên Lưu Hữu Phước ↔ Khu đô thị Nam Cần Thơ ↔ Cảng Cái Cui | 9,3            | Trên cao | sau 2030   |
| Tuyến 1b | Công viên Lưu Hữu Phước ↔ đường 30/4 ↔ nút giao QL.1 mới        | 7,3            | Trên cao | sau 2030   |